# Héctor González (Fußballspieler, 1937)
Héctor González Garzón (* 7. Juli 1937 in Zipaquirá; † 23. August 2015 in Bogotá) war ein kolumbianischer Fußballspieler. Der Stürmer nahm mit der kolumbianischen Nationalmannschaft an der Fußball-Weltmeisterschaft 1962 in Chile teil.

## Karriere

### Verein
Héctor González, auch unter dem Spitznamen „El Zipa“ bekannt, begann seine Karriere 1959 bei Santa Fe und gewann die Meisterschaft 1960. Bei der Copa Campeones de América 1961 erreichte er mit seinem Team das Halbfinale. 1966 wechselte er zu Deportes Tolima und beendete dort 1968 seine aktive Karriere.

### Nationalmannschaft
González spielte in der Qualifikation zur Weltmeisterschaft 1962 beide Spiele gegen Peru. Nach dem 1:0-Hinspielerfolg egalisierte González Perus Führungstreffer und sorgte so für die erstmalige WM-Qualifikation seines Landes. Bei der Weltmeisterschaft 1962 in Chile stand er im Kader der kolumbianischen Nationalmannschaft und kam in den Spielen gegen die Sowjetunion und Jugoslawien zum Einsatz. Die Cafeteros schieden in der Gruppenphase mit einem Punkt aus drei Spielen aus. Beim Campeonato Sudamericano 1963, bei dem Kolumbien den letzten Platz belegte, bestritt González zwei Turnierspiele. Die 3:4-Niederlage gegen Ecuador, bei der er den zwischenzeitlichen 3:3-Ausgleich erzielt hatte, war sein letztes Länderspiel.

## Sonstiges
Das Stadion in seiner Heimatstadt Zipaquirá, das Estadio Municipal Héctor El Zipa González, wurde nach ihm benannt.

## Erfolge
Santa Fe
- Kolumbianischer Meister: 1960